# Kasanga (Chunya)
Kasanga ist ein Verwaltungsbezirk (Ward) des Distriktes Chunya in der tansanischen Region Mbeya.

## Geografie
Kasanga liegt im Südwesten von Tansania etwa 50 Kilometer südöstlich vom Rukwasee. Der Bezirk hat eine Fläche von 161,4 Quadratkilometern und bei der Volkszählung 2022 lebten hier 4636 Menschen in 1389 Haushalten.

## Gliederung
Der Bezirk besteht aus zwei Gemeinden (Mtaa) mit acht Orten (Kitongoji):
| Mawelu - Mawelu - Lupa Mapunga - Lupa Bwawani | Soweto - Soweto A - Soweto B - Mapapai - Kivukoni - Mabatini |

## Wirtschaft und Infrastruktur
- Gesundheit: Im Bezirk befinden sich zwei Apotheken, eine in Soweto[7] und eine in Mawelu.[8]